# و
و（ワーウ, واو）はアラビア文字の27番目に位置する文字。両唇軟口蓋接近音 /w/ を表すほか、長母音 /uː/ や二重母音 /au/ を表すのにも用いられる。

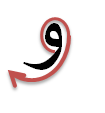
単独形の筆順

フェニキア文字から受け継がれた文字の一つで、ヘブライ文字の ו、古いギリシャ文字のディガンマ、ラテン文字の F に対応する。
ペルシア語の場合、ワーウではなくヴァーヴと読み、/v/の音価を持つ。また、アルファベット順では ه より前に置かれる。

## 関連する文字
ウイグル語では、ワーウから派生したさまざまの文字を使う。
- و (U+0648) は、母音 /o/ を表す。
- ؤ (U+0624) は、母音 /u/ を表す。
- ۆ (U+06C6) は、母音 /ø/ を表す。
- ۈ (U+06C8) は、母音 /y/ を表す。
- ۋ (U+06CB) は、子音 /w/ を表す。

## 符号位置
| 文字 | Unicode | JIS X 0213 | 文字参照        | 名称               |
| ---- | ------- | ---------- | --------------- | ------------------ |
| و    | U+0648  | ‐          | &#x648; &#1608; | ワーウ             |
| ؤ    | U+0624  | -          | &#x624; &#1572; | ハムザつきのワーウ |